# Инцидент лета 1628 Јапан ерлајнса
Карго лет Јапан ерлајнса 1628 био је наводни НЛО инцидент који се догодио 17. новембра 1986. године, у којем је учествовао јапански теретни авион Боинг 747. Авион је био на путу из Париза за међународни аеродром Нарита, близу Токија, са товаром вина. На делу лета од Рејкјавика до Енкориџа, у 17:11 изнад источне Аљаске, посада је прво видела два неидентификована објекта са своје леве стране. Сваки објекат је имао два правоугаона низа нечега што је изгледало као ужарене млазнице, иако су њихова тела остала заклоњена тамом. Када је био близу, кабина авиона је била осветљена и капетан је могао да осети њихову топлоту на свом лицу. Ове две летелице су отишле пре него што је трећи, много већи објекат у облику диска почео да их прати. Контрола ваздушног саобраћаја Енкориџа је затражила надолазећи лет Јунајтед ерлајнса-а да потврди неидентификовани саобраћај, али када су она и војна летелица око 17:51 угледали ЈАЛ 1628, није се могао разликовати ниједан други авион. Догађај је трајао око 50 минута и трајао је до Деналија.

## Посматрање
Дана 17. новембра 1986. јапанска посада теретног брода компаније Јапан ерлајнс Боинг 747 видела је три неидентификована објекта након заласка сунца док је летела изнад источне Аљаске. Чинило се да су објекти намерно летели са леве стране која је била тамнија и тиме избегавали светлије небо са своје десне стране. Најмање прва два објекта су посматрала сва три члана посаде: капетан Кенџу Тераучи (寺内謙寿), бивши пилот ловца са више од 10.000 сати летачког искуства, на левом седишту у пилотској кабини ; копилот Таканори Тамефуџи (為藤隆憲) на десном седишту; и инжењер летења Јошио Цукуда (佃善雄).
Рутински теретни лет ушао је на Аљаску ауто-пилотом, крстарећи брзином од 565 mph (491 kn; 909 kmh) на висини од 35.000 стопа (11.000 м). У 17:09, Енкориџ АТЦ саветовао је нови правац према Талкитни.

### Два објекта
Чим се авион исправио из свог скретања, у 17:11, капетан Тераучи је приметио две летелице са његове крајње леве стране, и неких 2000 стопа (610 м) испод његове висине, за које је претпоставио да су војни авиони. Они су се кретали његовом путањом лета и брзином. У 17:18 или 17:19 два објекта су нагло скренула на позицију око 500 стопа (150 м) или 1000 стопа (300 м) испред авиона.
При томе су активирали „неку врсту повратног потиска, и [њихова] светла су постала заслепљујуће светла“. Да би се ускладили са брзином авиона из њиховог бочног приближавања, објекти су показивали оно што је Тераучи описао као занемаривање инерције: „Ствар је летела као да не постоји таква ствар као што је гравитација. Убрзао је, па стао, па полетео нашом брзином, у нашем правцу, тако да нам је [изгледало] да стоји. Следећег тренутка је променио курс... Другим речима, летећи објекат је превазишао гравитацију." „Обрнути потисак“ је изазвао блиставу светлост у трајању од три до седам секунди, до те мере да је капетан Тераучи могао да осети топлину тог бљеска.
У том тренутку (у 17:19:15) обавештена је контрола летења, која није могла да потврди никакав саобраћај на назначеној позицији. После три до пет минута, објекти су попримили конфигурацију са стране на страну, коју су одржавали још 10 минута. Пратили су летелицу таласастим кретањем, и извесним ротирањем млазних млазница напред-назад, које су изгледале под аутоматском контролом, што је довело до тога да бљескају јачом или тупом осветљеношћу.
Сваки објекат је имао квадратни облик, који се састојао од два правоугаона низа нечега што је изгледало као ужарене млазнице, одвојених тамним централним делом. Капетан Тераучи је у својим цртежима спекулисао да ће објекти изгледати цилиндрично ако се посматрају из другог угла и да се уочено кретање млазница може приписати ротацији цилиндара. Објекти су нагло отишли око 17:23:13, крећући се до тачке испод хоризонта на истоку.

### Трећи објекат
Тамо где су први објекти нестали, капетан Тераучи је сада приметио бледу траку светлости која је одражавала њихову висину, брзину и правац. Подесивши њихов радарски опсег на 46 km (25 nmi), потврдио је објекат у очекиваном правцу на удаљености од око 13,9 km (7,5 nmi) и обавестио АТЦ о његовом присуству. Eнкориџ није нашао ништа на њиховом радару, али Елмендорфов НОРАД регионални оперативни контролни центар (РОЦЦ), директно на његовој путањи лета, известио је о „наглом примарном повратку“ након неколико минута.
Док су градска светла Фербанкса почела да осветљавају објекат, капетан Тераучи је веровао да на својој левој страни види обрисе гигантског свемирског брода који је био „два пута већи од носача авиона“. Међутим, то је било изван видног поља првог официра Тамефуџија. Објекат их је пратио „у формацији“, или у истој релативној позицији током окрета од 45 степени, спуштања са 35.000 на 31.000 стопа (10.700 до 9.400 м) и окрета од 360 степени. Кратки домет радарa на аеродрому Фербанкс, није успео да региструје објекат.
АТЦ Енкориџа је понудио војну интервенцију, коју је пилот одбио, због сазнања о инциденту у Мантелу. Објекат није приметио ниједан од два авиона који су се приближили авиону ЈАЛ 1628 да би потврдили његово присуство, а до тада га је ЈАЛ 1628 такође изгубио из вида. ЈАЛ 1628 је безбедно стигао у Енкориџ у 18:20.

## Последице
Капетан Тераучи је у званичном извештају Федералне управе за авијацију навео да је објекат био НЛО. У децембру 1986. Тераучи је дао интервју двојици новинара Кјодо њуза. ЈАЛ га је убрзо осудио због разговора са новинарима и преместио га на други посао. Враћен је као пилот неколико година касније, и на крају је пензионисан у северном Канту, у Јапану.
Кјодо њуз је 24. децембра контактирао Пола Стока, службеника за јавно информисање ФАА у Енкориџу, и добио потврду о инциденту, након чега је новинска агенција из Америке United Press International дошла до ових новости. ФАА регион Аљаске консултовао је Џона Калахана, шефа одељења ФАА за несреће и истраге, пошто су желели да знају шта да кажу медијима о НЛО-у. Џон Калахан није знао за такав инцидент, сматрајући да је то вероватно рани лет стелт бомбардера, који је тада био у развоју. Замолио је регион Аљаске да проследи релевантне податке њиховом техничком центру у Атлантик Ситију, Њу Џерси, где су он и његов надређени репродуковали радарске податке и повезали их са гласовним тракама тако што су снимали истовремене репродукције.
Дан касније у седишту ФАА су обавестили вицеадмирала Доналда Д. Енгена, који је одгледао цео снимак од преко пола сата, и замолили их да ни са ким не разговарају док не припреме свеобухватну презентацију података за групу владиних службеника следећег дана. Састанку су, између осталих, присуствовали и представници ФБИ-а, ЦИА-е и тима за научне студије председника Регана. По завршетку излагања, свим присутнима је речено да је инцидент тајан и да до њиховог састанка „никада није дошло“. Према Калахановим речима, званичници су сматрали да подаци представљају прву инстанцу снимљених радарских података о НЛО-у и преузели су све презентоване податке. Џон Калахан је успео да задржи оригинални видео, извештај пилота и први извештај ФАА у својој канцеларији. Поново су откривени и заборављени исписи мета компјутерских података из којих се могу репродуковати сви циљеви који су се у то време налазили на небу.
Након тромесечне истраге, ФАА је званично објавила своје резултате на конференцији за штампу одржаној 5. марта 1987. Овде је Пол Сток повукао раније сугестије ФАА да су њихови контролори потврдили НЛО и приписао то „подељеној радарској слици “ који се појавио у несрећном времену. Он је појаснио да „ФАА [није] имала довољно материјала да потврди да је нешто тамо“, и иако су „прихватали описе посаде“ нису били у могућности да подрже оно што су видели. Мекгратов инцидент је овде откривен међу обиљем докумената који су достављени новинарима.
Уочавање ових објеката је добило посебну пажњу медија, као наводни пример праћења НЛО-а на земаљском и ваздушном радару, док су га посматрали искусни пилоти авиокомпаније, уз накнадну потврду шефа ФАА дивизије.

## Скептицизам
Истраживач НЛО-а Филип Џ. Клас истражио је инцидент и написао у својој књизи The UFO Invasion да:
ФАА [информације] откривају да је Тераучи „понављач НЛО-а“, са још два виђења НЛО-а пре 17. новембра и још два прошлог јануара, што обично подиже „ознаку опреза“ за искусне НЛО истражитеље. Пилот ЈАЛ-а је убеђен да су НЛО ванземаљски и када је описивао светлост(а) Тераучи је често користио термин свемирски или матични брод.
Према НЛО истраживачу Роберту Шиферу, „суштина је да је Тераучијева летачка посада видела само 'светла', а други авиони који су проверавали ситуацију нису видели ништа необично."

## Догађаји на Аљасци

### Инцидент на лету 53 компаније Аљаска ерлајнс
Дана 29. јануара 1987. у 18:40, лет 53 Аљаске ерлајнса приметио је објекат који се брзо креће на њиховом метеоролошком радару. Док је на 35.000 стопа (11.000 м), неких 97 km (60 mi) западно од Мекграта, на лету од Нома до Енкориџа, радар је регистровао мету у њиховој позицији од 12 сати, на домету од 40 km (25 mi).
Иако нису могли визуелно да разликују било који објекат или светлост, приметили су да радарски објекат повећава своју удаљеност веома великом брзином. Са сваким замахом њиховог радара, у размаку од око 1 секунде, објекат је повећавао своју удаљеност од пет миља, што је довело до брзине од 29.000 kmh (18.000 mph). Пилот је, међутим, пренео брзину од 'миљу у секунди' контролном торњу, или брзину од 5.800 kmh, али је потврдио да је циљ премашио и 80 km (50 mi) и 160 km (99 mi) домета њиховог радарског домета у неколико секунди. Објекат је био ван радарског домета Енкориџа АРТЦЦ и додатни радарски подаци који покривају одређено време и локацију нису успели да поткрепе тврдњу пилота.

### КЦ-135
Млазњак америчког ваздухопловства КЦ-135 који је летео од Енкориџа до Фербанкса поново је приметио веома велики објекат у облику диска 30. јануара 1987. Пилот је известио да је објекат био 12 m (39 ft) од авиона. Објекат је тада нестао из видокруга.